# Dubai Tennis Championships 2019 - Qualificazioni singolare femminile
Le qualificazioni del singolare femminile del Dubai Tennis Championships 2019 sono state un torneo di tennis preliminare per accedere alla fase finale della manifestazione. Le vincitrici dell'ultimo turno sono entrate di diritto nel tabellone principale. In caso di ritiro di una o più giocatrici aventi diritto a queste sono subentrate le lucky loser, ossia le giocatrici che hanno perso nell'ultimo turno ma che avevano una classifica più alta rispetto alle altre partecipanti che avevano comunque perso nel turno finale.

## Teste di serie
1. Bernarda Pera (qualificata)
2. Stefanie Vögele (ultimo turno, lucky loser)
3. Dalila Jakupovič (ultimo turno, lucky loser)
4. Polona Hercog (ultimo turno, lucky loser)
5. Kristýna Plíšková (primo turno)
6. Lara Arruabarrena (qualificata)
7. Zarina Diyas (qualificata)
8. Veronika Kudermetova (ritirata, ancora impegnata a Doha)

1. Tímea Babos (spostata nel tabellone principale)
2. Monica Niculescu (ultimo turno)
3. Zhu Lin (qualificata)
4. Ivana Jorović (qualificata)
5. Jennifer Brady (qualificata)
6. Misaki Doi (ultimo turno)
7. Anhelina Kalinina (ultimo turno)
8. Sabina Sharipova (primo turno)

## Qualificate
1. Bernarda Pera
2. Ivana Jorović
3. Jennifer Brady
4. Lucie Hradecká

1. Zhu Lin
2. Lara Arruabarrena
3. Zarina Diyas
4. Magdalena Fręch

### Lucky loser
1. Dalila Jakupovič
2. Stefanie Vögele

1. Polona Hercog

## Tabellone

### Legenda
| - Q = Qualificato - WC = Wild card - LL = Lucky loser | - ALT = Alternate - SE = Special Exempt - PR = Protected Ranking | - w/o = Walkover - r = Ritirato - d = Squalificato |

### Sezione 1
|  | Primo turno | Primo turno       | Primo turno       | Primo turno | Primo turno |  |  | Ultimo turno | Ultimo turno      | Ultimo turno | Ultimo turno | Ultimo turno |  |
|  |             |                   |                   |             |             |  |  |              |                   |              |              |              |  |
|  | 1           | Bernarda Pera     | Bernarda Pera     | 6           | 6           |  |  |              |                   |              |              |              |  |
|  | WC          | Nikita Uberoi     | Nikita Uberoi     | 1           | 0           |  |  | 1            | Bernarda Pera     | 4            | 6            | 6            |  |
|  |             | Asia Muhammad     | Asia Muhammad     | 3           | 3           |  |  | 15           | Anhelina Kalinina | 6            | 3            | 2            |  |
|  | 15          | Anhelina Kalinina | Anhelina Kalinina | 6           | 6           |  |  |              |                   |              |              |              |  |

### Sezione 2
|  | Primo turno | Primo turno        | Primo turno        | Primo turno | Primo turno |  |  | Ultimo turno | Ultimo turno    | Ultimo turno    | Ultimo turno | Ultimo turno |  |
|  |             |                    |                    |             |             |  |  |              |                 |                 |              |              |  |
|  | 2           | Stefanie Vögele    | Stefanie Vögele    | 6           | 6           |  |  |              |                 |                 |              |              |  |
|  |             | Xu Shilin          | Xu Shilin          | 1           | 0           |  |  | 2            | Stefanie Vögele | Stefanie Vögele | 4            | 4            |  |
|  |             | Valeriya Strakhova | Valeriya Strakhova | 0           | 0           |  |  | 12           | Ivana Jorović   | Ivana Jorović   | 6            | 6            |  |
|  | 12          | Ivana Jorović      | Ivana Jorović      | 6           | 6           |  |  |              |                 |                 |              |              |  |

### Sezione 3
|  | Primo turno | Primo turno        | Primo turno        | Primo turno | Primo turno |  |  | Ultimo turno | Ultimo turno     | Ultimo turno     | Ultimo turno | Ultimo turno |  |
|  |             |                    |                    |             |             |  |  |              |                  |                  |              |              |  |
|  | 3           | Dalila Jakupovič   | Dalila Jakupovič   | 7           | 6           |  |  |              |                  |                  |              |              |  |
|  |             | Chloé Paquet       | Chloé Paquet       | 63          | 3           |  |  | 3            | Dalila Jakupovič | Dalila Jakupovič | 0            | 3            |  |
|  |             | Alexandra Dulgheru | Alexandra Dulgheru | 2           | 5           |  |  | 13           | Jennifer Brady   | Jennifer Brady   | 6            | 6            |  |
|  | 13          | Jennifer Brady     | Jennifer Brady     | 6           | 7           |  |  |              |                  |                  |              |              |  |

### Sezione 4
|  | Primo turno | Primo turno    | Primo turno | Primo turno | Primo turno |  |  | Ultimo turno | Ultimo turno   | Ultimo turno | Ultimo turno | Ultimo turno |  |
|  |             |                |             |             |             |  |  |              |                |              |              |              |  |
|  | 4           | Polona Hercog  | 5           | 7           | 6           |  |  |              |                |              |              |              |  |
|  | WC          | Julia Elbaba   | 7           | 67          | 3           |  |  | 4            | Polona Hercog  | 6            | 5            | 0            |  |
|  | WC          | Eden Silva     | 6           | 2           | 1           |  |  | Alt          | Lucie Hradecká | 2            | 7            | 6            |  |
|  | Alt         | Lucie Hradecká | 2           | 6           | 6           |  |  |              |                |              |              |              |  |

### Sezione 5
|  | Primo turno | Primo turno        | Primo turno        | Primo turno | Primo turno |  |  | Ultimo turno | Ultimo turno       | Ultimo turno       | Ultimo turno | Ultimo turno |  |
|  |             |                    |                    |             |             |  |  |              |                    |                    |              |              |  |
|  | 5           | Kristýna Plíšková  | Kristýna Plíšková  | 4           | 2           |  |  |              |                    |                    |              |              |  |
|  |             | Liudmila Samsonova | Liudmila Samsonova | 6           | 6           |  |  |              | Liudmila Samsonova | Liudmila Samsonova | 3            | 4            |  |
|  |             | Irina Bara         | 7                  | 0           | 5           |  |  | 11           | Zhu Lin            | Zhu Lin            | 6            | 6            |  |
|  | 11          | Zhu Lin            | 5                  | 6           | 7           |  |  |              |                    |                    |              |              |  |

### Sezione 6
|  | Primo turno | Primo turno        | Primo turno        | Primo turno | Primo turno |  |  | Ultimo turno | Ultimo turno       | Ultimo turno       | Ultimo turno | Ultimo turno |  |
|  |             |                    |                    |             |             |  |  |              |                    |                    |              |              |  |
|  | 6           | Lara Arruabarrena  | Lara Arruabarrena  | 6           | 6           |  |  |              |                    |                    |              |              |  |
|  |             | Tereza Mrdeža      | Tereza Mrdeža      | 3           | 2           |  |  | 6            | Lara Arruabarrena  | Lara Arruabarrena  | 6            | 6            |  |
|  |             | Gabriela Dabrowski | Gabriela Dabrowski | 6           | 6           |  |  |              | Gabriela Dabrowski | Gabriela Dabrowski | 4            | 3            |  |
|  | 16          | Sabina Sharipova   | Sabina Sharipova   | 2           | 1           |  |  |              |                    |                    |              |              |  |

### Sezione 7
|  | Primo turno | Primo turno      | Primo turno      | Primo turno | Primo turno |  |  | Ultimo turno | Ultimo turno     | Ultimo turno     | Ultimo turno | Ultimo turno |  |
|  |             |                  |                  |             |             |  |  |              |                  |                  |              |              |  |
|  | 7           | Zarina Diyas     | Zarina Diyas     | 6           | 6           |  |  |              |                  |                  |              |              |  |
|  | WC          | Sabine Lisicki   | Sabine Lisicki   | 1           | 2           |  |  | 7            | Zarina Diyas     | Zarina Diyas     | 6            | 6            |  |
|  |             | Ankita Raina     | Ankita Raina     | 1           | 1           |  |  | 10           | Monica Niculescu | Monica Niculescu | 4            | 4            |  |
|  | 10          | Monica Niculescu | Monica Niculescu | 6           | 6           |  |  |              |                  |                  |              |              |  |

### Sezione 8
|  | Primo turno | Primo turno     | Primo turno     | Primo turno | Primo turno |  |  | Ultimo turno | Ultimo turno    | Ultimo turno | Ultimo turno | Ultimo turno |  |
|  |             |                 |                 |             |             |  |  |              |                 |              |              |              |  |
|  | Alt         | Darija Jurak    | Darija Jurak    | 3           | 1           |  |  |              |                 |              |              |              |  |
|  |             | Magdalena Fręch | Magdalena Fręch | 6           | 6           |  |  |              | Magdalena Fręch | 4            | 6            | 6            |  |
|  |             | Han Xinyun      | 4               | 6           | 0           |  |  | 14           | Misaki Doi      | 6            | 3            | 1            |  |
|  | 14          | Misaki Doi      | 6               | 3           | 6           |  |  |              |                 |              |              |              |  |